# Olympische Jugend-Winterspiele 2024/Teilnehmer (Singapur)
| Gelbes Symbol für Goldmedaillen mit stilisierten Olympischen Ringen | Graues Symbol für Silbermedaillen mit stilisierten Olympischen Ringen | Braundes Symbol für Bronzemedaillen mit stilisierten Olympischen Ringen |
| ------------------------------------------------------------------- | --------------------------------------------------------------------- | ----------------------------------------------------------------------- |
| —                                                                   | —                                                                     | —                                                                       |

Singapur nahm an den Olympischen Jugend-Winterspielen 2024 in der südkoreanischen Provinz Gangwon mit 2 Athleten (einer pro Geschlecht) teil.

## Teilnehmer nach Sportart

### Shorttrack
| Athleten    | Wettbewerb | Vorläufe     | Vorläufe | Viertelfinale | Viertelfinale | Halbfinale    | Halbfinale    | Finale A/B             | Finale A/B    | Rang |
| Athleten    | Wettbewerb | Zeit         | Rang     | Zeit          | Rang          | Zeit          | Rang          | Zeit                   | Rang          | Rang |
| ----------- | ---------- | ------------ | -------- | ------------- | ------------- | ------------- | ------------- | ---------------------- | ------------- | ---- |
| Frauen      |            |              |          |               |               |               |               |                        |               |      |
| Amelia Chua | 500 m      | 44,938 s     | 4        | ausgeschieden | ausgeschieden | ausgeschieden | ausgeschieden | ausgeschieden          | ausgeschieden | 26   |
| Amelia Chua | 1000 m     | 1:38,738 min | 4        | ausgeschieden | ausgeschieden | ausgeschieden | ausgeschieden | ausgeschieden          | ausgeschieden | 28   |
| Amelia Chua | 1500 m     | —            | —        | 2:42,567      | 6             | ausgeschieden | ausgeschieden | ausgeschieden          | ausgeschieden | 31   |
| Männer      |            |              |          |               |               |               |               |                        |               |      |
| Ryo Ong     | 500 m      | 48,311 s     | 3        | ausgeschieden | ausgeschieden | ausgeschieden | ausgeschieden | ausgeschieden          | ausgeschieden | 30   |
| Ryo Ong     | 1000 m     | 1:37,674 min | 3        | ausgeschieden | ausgeschieden | ausgeschieden | ausgeschieden | ausgeschieden          | ausgeschieden | 26   |
| Ryo Ong     | 1500 m     | —            | —        | 2:25,282 min  | 3             | 2:38,401 min  | 3             | B-Finale: 2:46,823 min | 6             | 13   |